# Athens (Alabama)
Athens és una població dels Estats Units a l'estat d'Alabama. Segons el cens del 2007 tenia 22.936 habitants.

## Demografia
Segons el cens del 2000, Athens tenia 18.967 habitants, 7.742 habitatges, i 5.140 famílies. La densitat de població era de 186,2 habitants/km².
Dels 7.742 habitatges en un 30,5% hi vivien nens de menys de 18 anys, en un 50% hi vivien parelles casades, en un 13% dones solteres, i en un 33,6% no eren unitats familiars. En el 31% dels habitatges hi vivien persones soles el 13,2% de les quals corresponia a persones de 65 anys o més que vivien soles. El nombre mitjà de persones vivint en cada habitatge era de 2,37 i el nombre mitjà de persones que vivien en cada família era de 2,97.
Per edats la població es repartia de la següent manera: un 23,9% tenia menys de 18 anys, un 9,3% entre 18 i 24, un 28,4% entre 25 i 44, un 22,5% de 45 a 60 i un 15,8% 65 anys o més.
L'edat mediana era de 38 anys. Per cada 100 dones hi havia 89,8 homes. Per cada 100 dones de 18 o més anys hi havia 85,5 homes.
La renda mediana per habitatge era de 33.980 $ i la renda mediana per família de 44.544 $. Els homes tenien una renda mediana de 37.191 $ mentre que les dones 22.748 $. La renda per capita de la població era de 19.315 $. Aproximadament el 13,7% de les famílies i el 16,3% de la població estaven per davall del llindar de pobresa.

## Poblacions més properes
El següent diagrama mostra les poblacions més properes.